# Boys Caivanese
L'Associazione Sportiva Dilettantistica Boys Caivanese, nota comunemente come Boys Caivanese o semplicemente Caivanese, è una società calcistica italiana con sede a Caivano, nella città metropolitana di Napoli. Fondata nel 1908, è una delle società più antiche dell'Italia meridionale. I colori sociali sono il giallo e il verde. Il simbolo del club è il castello medievale di Caivano.
Nella sua storia, il club caivanese ha disputato in totale undici partecipazioni in Serie D, che all'epoca era il quinto livello del calcio italiano. Nel 2001-2002 ha vinto la Coppa Italia Dilettanti.

## Storia

### Gli inizi
Fu fondata nel maggio del 1908, in coincidenza con la festa patronale della Madonna di Campiglione, quando un gruppo di intellettuali caivanesi, insieme ad altri amici che avevano in comune la passione per il calcio, decisero di fondare una società sportiva denominandola "Unione Sportiva Caivanese". Alcuni soci appassionati di calcio si impegnarono ad allestire una squadra, che nel 1924 partecipò per la prima volta ad un Campionato di III Divisione, riuscendo a ottenere il 2º posto.
Nel 1928-1929 la squadra vinse il campionato di III Divisione, ma questo risultato non ebbe seguito: difatti la squadra non venne iscritta a nessun campionato fino al 1945.

### Gli anni '50
Nel 1952 la società, dopo la morte dell'Avv. Mario Faraone, fondatore della società, la società cambia la denominazione in "Unione Sportiva Caivanese Mario Faraone". Dal 1951 al 1954 per i lavori di ristrutturazione del campo sportivo "E. Faraone" l'attività calcistica è sospesa. Con la presidenza del dott. Michele Lanna riprende l'attività calcistica con la partecipazione al campionato di I Divisione che sarà vincente nelle stagioni sportive 1954-1955 e 1955-1956.
Il 20 aprile del 1958, in occasione del 50º anniversario della fondazione, l'avv. Renato Maramaldi volle immortalare l'evento con una targa di marmo apposta sulla facciata della sede, che recita testualmente:
"Alla memoria dell'Avv. Mario Faraone, fondatore, guida e animatore dello sport Caivanese, perché le nuove generazioni raccolgano la fiaccola della sua passione, lo proseguano nell'opera e nell'esempio.

### Gli anni '60
I campionati di calcio del 1958/59, 1960/61, 1961/62, 1963/64, con presidente il cav. Angelino Pasquale, videro la squadra classificarsi sempre al primo posto, ma nonostante tutti questi successi la squadra non riuscì mai a superare gli spareggi per la promozione in Serie D.
Nel periodo della presidenza Angelino, si mise in luce un calciatore proveniente dal settore giovanile del Napoli, Pasquale Di Giovanni, che indossò anche la maglia della Nazionale Italiana Dilettanti segnando un gol alla Germania che consentì la vittoria della Nazionale.
Alla fine del campionato il calciatore fu ceduto al Foggia che militava in Serie A. Il trasferimento del calciatore fruttò alla Caivanese dieci milioni per l'incasso, oltre cinque milioni, di un'amichevole del Foggia a Caivano. Nello stesso campionato indossò la casacca gialloverde anche Gianni Di Marzio (futuro allenatore del Napoli e di altre squadre di Serie A prima di diventare opinionista sportivo televisivo).
Finito il campionato di I Categoria 1965/66, con la presidenza del cav. Gigino Fusco, il sodalizio rinunciò all'attività calcistica. Si aprì così un periodo d'inattività che durò oltre sei anni e finì nel 1972, quando si realizzò la fusione con la Boys Caivanese.

### Gli anni '70
Nel 1972 si concretizzò la fusione tra l'U.S. Caivanese Mario Faraone, presidente l'Avv. Ninì Maramaldi, e la A.S. Boys Caivanese, presidente Mimmo Ambrosio, dando vita così ad una nuova società denominata U.S.B. Caivanese "Mario Faraone".
Nella fusione la giovane Boys portò in dote, oltre al titolo sportivo di I Categoria, il patrimonio calciatori, un settore giovanile importante, una scuola calcio N.A.G.C., la gioventù, la gran passione dei suoi dirigenti e oltre 70 nuovi soci. L'U.S. Caivanese portò l'esperienza, la capacità economica dei suoi dirigenti e la gloriosa storia sportiva.
La nuova squadra fu affidata al tecnico emergente Benino Montalto. La stagione si concluse con uno spareggio con la squadra del Mercato Ittico di Pozzuoli, per il quale si resero necessarie due gare: la prima si concluse con un pareggio (1-1) a Torre Annunziata, mentre la ripetizione, giocata a Torre del Greco, che terminò con il risultato di 2 a 0 per la Boys Caivanese con due reti di Vincenzo De Rosa.
Nell'anno successivo la squadra si classificò terza nel campionato di Promozione alle spalle di Giugliano e Grumese, un vero successo per una squadra neo promossa.
Nel campionato di Promozione 1974-1975, dopo la mancata conferma dell'allenatore Montalto, vi fu, alla fine del girone d'andata, l'esonero dell'allenatore Gentile che fu sostituito dal prof. Rovani. La squadra si classificò al terzultimo posto con la conseguente retrocessione. Inoltre all'ultima gara di campionato con la Grumese avvenne un'invasione di campo che costò alla società la squalifica del campo per ben due anni.
Nella stessa stagione, tuttavia, la squadra Juniores allenata da Franco Festa, dopo aver vinto il titolo regionale di categoria, raggiunse anche la finale nazionale di Arco dove fu sconfitta per 2-0 dalla squadra "Armando Picchi" di Livorno.
A seguito della retrocessione e della squalifica del campo il consiglio direttivo si dimise. Fu eletto un nuovo consiglio direttivo e il giovane imprenditore Giovanni Sellaroli assunse la carica di presidente. La squadra fu ricostruita dal blocco dei giovani della Juniores, che l'anno precedente era arrivata alla finale nazionale, e fu affidata allo stesso allenatore Festa. Nei due anni seguenti, nonostante la giovane età e sebbene costretta a giocare le gare di casa in campo neutro, la squadra ottenne un terzo ed un quinto posto in classifica.

### Gli anni '80 e '90
La Caivanese ha preso parte al campionato interregionale per cinque stagioni consecutive, dal 1981-1982 al 1985-1986, arrivando per quattro volte tra le prime cinque squadre in classifica. Vi è ritornata per tre stagioni tra il 1994-1995 ed il 1997-1998, quando il torneo aveva assunto la denominazione di Campionato Nazionale Dilettanti.

### Gli anni 2000 e 2010
Nella stagione 2001-2002 la Boys Caivanese ha vinto la Coppa Italia Dilettanti. Dal 2002 al 2005 ha disputato tre stagioni consecutive in Serie D. La stagione 2002-2003 è stata la migliore in assoluto, la Boys Caivanese infatti sfiorò la promozione in Serie C2 chiudendo al secondo posto in classifica.
Per la stagione 2014-15 è stata ripescata nel campionato di Promozione, concluso poi al primo posto e senza alcuna sconfitta. Il seguente campionato di Eccellenza Campania si è concluso al secondo posto e con la sconfitta allo spareggio playoff contro il San Giorgio. Nell'estate 2016 ha rinunciato all'iscrizione in Eccellenza ed ha ceduto il titolo sportivo alla Edilmer Cardito. Nell'estate 2019 il titolo del Cardito Calcio viene trasferito a Caivano e la società assume la denominazione di A.S.D. Boys Caivanese.

## Colori e simboli

### Colori
| Colori    | Periodo                                              | Denominazione             |
| --------- | ---------------------------------------------------- | ------------------------- |
|           | 1908-1952                                            | Unione Sportiva Caivanese |
| 1952-1972 | Unione Sportiva Caivanese "Mario Faraone"            |                           |
| 1972-2002 | Unione Sportiva Boys Caivanese "Mario Faraone"       |                           |
| 2002-2006 | Unione Sportiva Boys Caivanese                       |                           |
| 2006-2011 | Unione Sportiva Dilettantistica Boys Caivanese       |                           |
| 2011-2016 | Unione Sportiva Dilettantistica Nuova Boys Caivanese |                           |
| 2016-2019 | Non Attiva                                           |                           |
| 2019-oggi | Associazione Sportiva Dilettantistica Boys Caivanese |                           |

## Strutture

### Stadio
La Boys Caivanese gioca le partite casalinghe allo Stadio Comunale Ernesto Faraone, sito in via A. Diaz a Caivano. Il Faraone è stato ristrutturato in più occasioni, tra cui una volta tra il 1951 e il 1954, e una successiva nel 2002, quando il campo in terra battuta fu sostituito da uno in erba naturale. Da quando è stato dichiarato inagibile le partite in casa vengono temporaneamente disputate al campo sportivo Vittorio Papa della vicina Cardito (suolo in terra battuta); tale struttura è stata condivisa con l'Afragolese nella stagione 2013/2014 e nella prima parte di quella 2014/2015 ed ha già ospitato la Boys Caivanese nei primi mesi della stagione 2002/2003 durante la ristrutturazione del Faraone stesso. Dal 2015 lo stadio "Papa" è dotato di manto in erba sintetica.

## Società

### Organigramma societario
presidente 
Adamo Guarino

## Allenatori e presidenti
Di seguito l'elenco di tutti gli allenatori e i presidenti della storia della società.
U.S. CAIVANESE
- 1950-1951  Mario Di Palma
- 1951-1954 La società è inattiva.

U.S. CAIVANESE "Mario Faraone
- 1954-1959  Guarriello
- 1959-1962  Giuseppe Caiazzo
- 1962-1963  Vincenzo Mele  Umberto Pepe
- 1963-1964  Giuseppe Caiazzo
- 1964-1965  De Caprio
- 1965-1966  Gennaro Vitolo
- 1966-1972 La società è inattiva.

U.S. BOYS CAIVANESE "Mario Faraone"
- 1963-1965  Michele Iannini
- 1965-1967  Pietro Matteone
- 1967-1968  Salvatore Daniele
- 1968-1969  Franco Gentile
- 1969-1971  Salvatore Di Sarno
- 1971-1972  Flagiello
- 1972-1974  Benito Montalto
- 1974-1975  Gentile  Rovani
- 1975-1976  Franco Festa
- 1976-1977  Bucci  Gino Lovless
- 1977-1978  Vincenzo Damiano
- 1978-1979  Gino Loveless
- 1979-1980  Anastasio  Festa Caiazzo
- 1980-1982  Vincenzo Damiano
- 1982-1983  Simonelli Coco
- 1983-1984  Gino Loveless  Armando Coco
- 1984-1985  Benito Montalto D.Di Maio
- 1985-1986  Giovanni Simonelli Vincenzo Damiano
- 1986-1987  Walter Acierno Vincenzo Iovino
- 1987-1988  Iovino Antignani
- 1988-1989  Antignani Iovino
- 1989-1990  Vincenzo Iovino
- 1990-1991  Vincenzo Iovino S. Divilio
- 1991-1992  S. Divilio Marco Fazzi
- 1992-1993  Benito Montalto Francesco Lucchetti
- 1993-1994  Domenico Gargiulo
- 1994-1995  Vittorio Belotti Vincenzo Iovino
- 1995-1996  Marcellino Scungio  Ciccone
- 1996-1997  Giuseppe Vitiello Paolo Anastasio
- 1997-1998  Paolo Anastasio
- 1998-1999 La società è inattiva.
- 1999-2000  Claudio Scotti Vincenzo Iovino
- 2000-2001  Vincenzo Iovino Vincenzo Carannante Gennaro Marcellino
- 2001-2002  Gennaro Marcellino Bruno Mandragora  Vincenzo Troiano

U.S. BOYS CAIVANESE
- 2002-2003  Vincenzo Troiano
- 2003-2004  Vincenzo Troiano Giovanni Liguori  Antonio Sorano Marcello Pasquino
- 2004-2005  Giuseppe Capaccione Franco Villa  Vincenzo Iovino Claudio Scotti
- 2005-2006  Pasquale Lucignano

U.S.D. Boys Caivanese
- 2006-2007  Pasquale Lucignano Giuseppe Capaccione
- 2007-2008  Domenico Gargiulo
- 2008-2009  Renato Aversano Gennaro Monaco
- 2009-2010  Vincenzo Fiorito
- 2010-2011  Giovanni Sannazzaro

U.S.D. Nuova Boys Caivanese
- 2011-2012  Vincenzo Iovino Vincenzo La Manna
- 2012-2013  Antonio Cinquegrana Massimo Troise
- 2013-2014  Vincenzo Pepe
- 2014-2015  Giovanni Sannazzaro
- 2015-2016  Giovanni Sannazzaro Ciro Amorosetti
- 2016-2019 La società è inattiva.

A.S.D. Boys Caivanese
- 2019-2020  Giuseppe Dello Margio
- 2020-2021  Giuseppe Dello Margio
- 2021-2022  Giuseppe Dello Margio
- 2022-2023  Giuseppe Dello Margio
- 2023-2024  Marco Mazziotti
- 2024-2025  Francesco Diana
- 2025-2026  Salvatore Ambrosino

U.S. CAIVANESE
- 1908-1930  Mario Faraone
- 1930-1931  Alberto D'Ambrosio
- 1931-1932  Luigi Auriemma
- 1932-1933  Giuseppe Martini
- 1933-1934  Vincenzo Cogliandro
- 1934-1935  Mariano Ponticelli
- 1935-1936  Angelo Di Palo
- 1936-1938  Carlo Scarabino
- 1938-1945  Filippo D'Ambrosio
- 1945-1947  Gennaro Ambrosio
- 1947-1948  Domenico Mennillo
- 1948-1950  Gennaro Falco
- 1950-1951  Pasquale Angelino
- 1951-1954 La società è inattiva.
- 1954-1956  Michele Lanna
- 1957-1958  Renato Maramaldi
- 1958-1964  Pasquale Angelino
- 1964-1965  Ernesto Di Paolo
- 1965-1966  Vincenzo Fusco

A.S. BOYS CAIVANESE
- 1961-1963  Carmine Iannini
- 1963-1964  Antonio Montella
- 1964-1965  Tommaso Migliozzi
- 1965-1967  Procolo Di Bonito
- 1967-1968  Francesco Vitale
- 1968-1969  Procolo Di Bonito
- 1969-1970  Raffaele Fusco
- 1970-1971  Giovanni Di Sarno
- 1971-1972  Domenico Ambrosio
- 1972-1974  Benito Maramaldi
- 1974-1975  Benito Maramaldi/ Ernesto Di Palo
- 1975-1977  Giovanni Sellaroli
- 1977-1980  Benito Maramaldi
- 1980-1983  Ernesto Di Palo
- 1983-1986  Raffaele Fusco
- 1986-1987  Angelo Marzano
- 1987-1990  Raffaele Fusco
- 1990-1995  Giacinto Russo
- 1995-1996  Giacinto Russo/ Biagio Falco

 Antonio Celiento (commissario)
- 1996-1999  Giuseppe Pepe
- 1999-2001  Biagio Falco
- 2001-2003  Biagio Falco/ Lorenzo Angelino/ Raffaele Argiento
- 2003-2004  Biagio Falco/ Lorenzo Angelino/ Raffaele Argiento/ Antonio Capuano
 Lorenzo Angelino
- 2004-2005  Lorenzo Angelino
- 2005-2008  Michele Popolo
- 2008-2013  Giacinto Russo
- 2013-2014  Giuseppe Cafaro
- 2014-2016  Massimiliano Ponticelli
- 2016-2019 La società è inattiva

A.S.D. BOYS CAIVANESE
- 2019-2021  Gerardo Rubino

## Calciatori
Lo storico Capitano della squadra è Vincenzo Nettore, recordman di presenze, e bandiera della Boys Caivanese.
- Papà famoso: Pasquale Cannavaro, difensore della Boys Caivanese 1979/80, padre dei calciatori Fabio e Paolo[8].
- Hanno giocato con la nazionale italiana: Pasquale Di Giovanni (Nazionale Dilettanti), Pasquale Carotenuto (Nazionale Beach Soccer), Diego Armando Maradona Junior (Nazionale Beach Soccer).
- Hanno giocato in Serie A: Pasquale Di Giovanni (Foggia 1963), Vincenzo Iovino (Napoli 1976)[senza fonte], Renato Aversano (Avellino 1982)[senza fonte], Ciro De Cesare (Salernitana 1998) e Salvatore Russo (Ancona 2003) e Alfredo Cariello (Ascoli 2006)[9].

## Palmarès

### Competizioni nazionali
- Coppa Italia Dilettanti: 1

2001-2002

### Competizioni regionali
- Eccellenza: 1

1993-1994
- Coppa Italia Dilettanti Campania: 2

1996-1997, 2001-2002
- Promozione: 2

2014-2015, 2024-2025
- Seconda Categoria: 1

1958-1959
- Prima Categoria: 2

1972-1973, 1977-1978

### Altri piazzamenti
- Campionato Interregionale:

Terzo posto: 1981-1982 (girone H)
- Eccellenza:

Secondo posto: 1996-1997 (girone A), 2015-2016 (girone A)
Terzo posto: 2001-2002 (girone A)
- Coppa Italia Dilettanti Campania:

Finalista: 1992-1993

## Statistiche e record

### Partecipazione ai campionati
| Livello | Categoria                       | Partecipazioni | Debutto   | Ultima stagione | Totale |
| ------- | ------------------------------- | -------------- | --------- | --------------- | ------ |
| 5º      | Campionato Interregionale       | 5              | 1981-1982 | 1985-1986       | 11     |
| 5º      | Campionato Nazionale Dilettanti | 3              | 1994-1995 | 1997-1998       | 11     |
| 5º      | Serie D                         | 3              | 2002-2003 | 2004-2005       | 11     |

### Statistiche individuali
Di seguito le classifiche all time dei primatisti di presenze e di reti della storia della società.
| Record di presenze - 160 Vincenzo Nettore - 156 Vincenzo Pepe - 47 Giovanni Malasomma - 45 Carmine Fucito - 37 Alfredo Cerchia | Record di reti - 38 Ciro Monaco - 31 L. Falgiano - 28 G. Volpe - 20 Antonio Pisani - 20 Giovanni Malasomma - 19 Giuseppe Liccardi - 17 F. Puntureri - 14 S. Sibilli - 13 Fortunato Spilabotte |

## Tifoseria
Storia
Il principale gruppo ultras non attivo  sono i BOYS 01 nati il 02/12/2001 e sciolti nel 2020 a cui si aggiunge la VECCHIA GUARDIA, nata invece nel 2000 ancora attiva. Tra i gruppi del passato si ricordano invece gli ULTRA' BOYS, SKIZZATI  e BRIGATA GIALLOVERDE.🇯🇲

### Gemellaggi e rivalità
Gemellaggi
- Ercolanese fino al 2005

- Afragolese[8][10]

Rivalitàlità
●Frattese
- Casertana[11]
- Nola[8]
- Pomigliano[8]
- Savoia[8]
- [8]